# Бургпреппах
Бургпреппах (нем. Burgpreppach) — ярмарочная община в Германии, в земле Бавария.
Подчиняется административному округу Нижняя Франкония. Входит в состав района Хасберге. Подчиняется управлению Хофхайм ин Унтерфранкен. Население составляет 1396 человек (на 31 декабря 2010 года). Занимает площадь 38,75 км².
Ярмарочная община подразделяется на 15 сельских округов.

## Население
По оценке на 31 декабря 2015 года население общины Бургпреппах составляет 1406 чел. 

| Дата      | 1840 | 1871 | 1900 | 1925 | 1939 | 1950 | 1961 | 1970 | 1987 | 2011 |
| --------- | ---- | ---- | ---- | ---- | ---- | ---- | ---- | ---- | ---- | ---- |
| Население | 1870 | 1901 | 1829 | 1706 | 1597 | 2178 | 1852 | 1818 | 1535 | 1415 |

| Год       | 1960 | 1970 | 1980 | 1990 | 2000 | 2009 | 2010 | 2011 | 2012 | 2013 | 2014 | 2015 |
| --------- | ---- | ---- | ---- | ---- | ---- | ---- | ---- | ---- | ---- | ---- | ---- | ---- |
| Население | 1819 | 1804 | 1512 | 1537 | 1505 | 1389 | 1396 | 1401 | 1405 | 1397 | 1410 | 1406 |

## Известные уроженцы и жители
- Майснер, Филипп — немецкий музыкант и педагог.
- Голдман, Маркус — основатель банка Goldman Sachs.